# 美人魚旅館
美人魚旅館是一家位於位於英格蘭東薩塞克斯郡萊伊鎮美人魚街的歷史建築，始建於12世紀。該建築有著悠久而動蕩的歷史，目前的建築建於1420年，並於16世紀進行都鐸風格的增建。該旅館的地窖建於1156年，是旅館中歷史極為悠久的建物。1730年代至1740年代的萊伊為繁榮的港口，使得該旅館亦成為霍克赫斯特幫據點之一：許多走私者、情婦等都經常在此聚集。
本旅館自1993年起由朱迪斯·布林考（Judith Blincow）擁有，餐廳供應英式和法式料理，並在室內擺設由斯萊德美術學院所創作的中世紀風格藝術品作為裝飾。

## 地理
美人魚旅館位於曾是該鎮主要道路的美人魚街，該旅館位於街道北側。

## 歷史

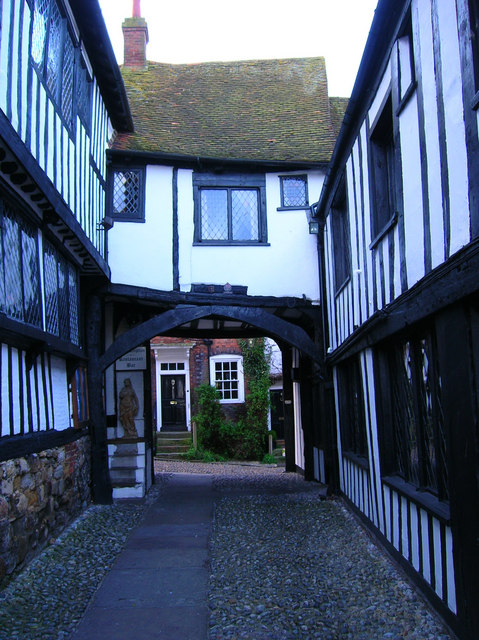
通往院子的通道

### 早期發展
美人魚旅館的酒窖最早可追溯至1156年，據信為該旅館的初次建造年份。旅館最初以灰泥作為材料。它在中世紀時期是一家著名的啤酒屋，釀造自己的啤酒，每晚收取一分錢的住宿費。
在1420年代，旅館經過重建，但保留了酒窖，並於16世紀進行了進一步的整修，本次整修的建築大部分仍留存至今。  
1770 年，該建築不再用座旅館用途。1847年，該旅館為查爾斯·普爾（Charles Poile）所有，並用於居住；房屋後方有一座叫做美人魚院的院子，院子有一條通往大街的人行道。

### 晚期發展
旅館於1913年開始作為俱樂部之用，在當時是許多藝術家的聚會首選。 二戰期間，此地被徵用為加拿大軍官的駐軍處，後來被加拿大人 L·威爾遜（L. Wilson）收購。 

## 鬧鬼事件
美人魚旅館亦以鬧鬼事件而聞名，甚至被評選為「最完善組織的鬧鬼地點之一」。 

## 外部連接
- 官方網站 （页面存档备份，存于）
- 點評： TripAdvisor （页面存档备份，存于） The Times （页面存档备份，存于）晚間的啤酒 （页面存档备份，存于）